# Filter Forge
Filter Forge — программный продукт, позволяющий пользователям создавать свои текстуры и фильтры обработки изображений. Доступен в двух вариантах: как плагин Adobe Photoshop и как отдельное приложение.
Формирование фильтров и текстур пользователем происходит путём создания, настройки и связывания узлов (англ. component, node) в визуальном редакторе. Каждый узел выполняет определенную функцию по созданию или изменению изображений.
В программе используется несколько типов узлов:
- Генераторы растра (градиента, фрактального шума, ячеистой текстуры)
- Генераторы кривых (импульса, волны, ступенчатой функции, линейной функции)
- Поля ввода значения (угла, цвета, числа)
- Модификаторы (сдвиг, смешивание, порог и др.)

Программа обладает следующими ключевыми возможностями:
- Визуализация изображений любого размера без потери качества
- Получение изображений с максимальным размером 65536 x 65536 пикселей
- Автоматическое создание карт рельефа и нормалей (рельефное текстурирование)
- Поддержка High Dynamic Range Imaging
- Сглаживание резких переходов изображения
- Создание бесшовных текстур
- Распараллеливание рендеринга
- Создание собственных узлов при помощи скриптов

Каждому пользователю программы дается доступ к библиотеке фильтров, загружаемых другими пользователями программы. Библиотека насчитывает более 6000 наименований фильтров.